# Andrena bengasinensis
Andrena bengasinensis är en biart som beskrevs av Schulthess 1924. Andrena bengasinensis ingår i släktet sandbin, och familjen grävbin. Inga underarter finns listade i Catalogue of Life.